# Robert Fitzhamon
Robert Fitzhamon, född 1070 i Creully, Calvados, Normandie i Frankrike, död 10 mars 1107 i Falaise i Calvados.
Hans far var sannolikt Hamon (Haimo) Dapifer FitzHamon, sheriff i Kent i England.
Han tros vara kusin med Vilhelm Erövraren men exakt släktskap är inte utredd. Hans mor tros vara Halwisa (eller Hawisa) alias Elisabeth d'Avoye, den franske prinsen Hugh Magnus änka.
Roberts förehavanden före 1087 är inte kända. Han blev först känd som anhängare till William Rufus under upproret 1088. Sedan upproret slagits ned fick Robert stora egendomar bland annat i Gloucestershire. Han titulerades därefter Lord of Gloucestershire.
Han blev sedan under det följande årtiondet normandernas erövrare av Glamorgan i Wales sedan han besegrat prinsen av södra Wales, Rhys ap Tewdwr, i ett slag 1090. Han hade sedan slottet i Cardiff som sitt huvudfäste och lät bygga nya slott i Newport och Kenfig.
Rhys dotter blev älskarinna till kung Henry I av England och mor till utom äktenskapet födde Robert of Gloucester, sedermera make till Robert Fitzhamons dotter Mabel. På det sättet fanns legitima anspråk både från walesiskt, brittiskt och normandiskt håll.
Robert Fitzhamon grundade katedralen Tewkesbury Abbey 1092. Den har nästan samma dimensioner som Westminster Abbey.
1105 stred han i Normandie och blev tillfångatagen inte långt från sitt föräldrahem nära Bayeux. Detta var ett av skälen till varför Henry I korsade Engelska kanalen med betydande trupper och fritog Robert. Gemensamt belägrade de sedan Falaise. Under belägringen blev Robert allvarligt skadad i huvudet. Fastän mentalt skadad levde han ytterligare två år. Han begravdes i Tewkesbury Abbey.

## Titlar
Sieur de Creully, Sieur de Torigny, Lord of Gloucester och normandisk erövrare av Glamorgan, Lord of Bristol och Sieur (seigeur) d'Évrecy.

## Barn
Robert Fitzhamon fick fyra barn, däribland
- Mabel FitzHamon, som gifte sig med Robert of Gloucester i juni 1119.